# Шеснаест ти лета беше
Шеснаест ти лета беше је песма српског певача Сава Радусиновића. Објављена је 1978. године за издавачку кућу Југотон, на синглици Шеснаест ти лета беше / Отишла је моја драга. Ова синглица је била и прво издање у Радусиновићевој каријери, а песма Шеснаест ти лета беше остала је један од певачевих највећих хитова.

## О песми
Обе песме на синглици потписују исти аутори — Аца Степић као композитор и Бранислав Цветиновић Лаки као текстописац. Радусиновића у обе песме прати Ансамбл Аце Степића. Наслов и поједини стихови песме Шеснаест ти лета беше односе се на догађај из Степићевог живота. Наиме, музичар је своју животну сапутницу Наду заволео када јој је било шеснаест година. Њих двоје су заједно били 62 године, све до краја Надиног живота.

Показао сам Сави неколико песама, одсвирао на хармоници, а он је пажљиво слушао и певушио. А онда сам му показао и песму коју сам обећао Бори Дрљачи, па сам схватио да му не лежи. Када сам почео Шеснаест ти лета беше, само је рекао: Хоћу ову!

Аца Степић, 